# Skeleton aux Jeux olympiques de 2022
Navigation
Pyeongchang 2018 Milan-Cortina 2026
Les épreuves de skeleton aux Jeux olympiques d'hiver de 2022 se déroulent du 10 au 12 février 2022 sur la piste de Xiaohaituo dans le district de Yanqing, en Chine. Après avoir été programmé deux fois aux Jeux olympiques, en 1928 et en 1948, le skeleton a attendu les Jeux de 2002 pour apparaître de nouveau au programme olympique.
Lors de cette édition, la parité est désormais respectée avec 25 athlètes, autant de femmes que d'hommes.

## Qualifications
Les athlètes qualifiés sont les 25 meilleurs skeletoneurs et skeletoneuses selon un classement établi pour la saison 2021/2022 jusqu'au 16 janvier 2022. Les points sont calculés lors des épreuves des Coupes du monde, internationale, d'Europe et nord-américaine.
Le pays hôte est assuré de participer à chaque épreuve. Certaines restrictions limitent le nombre d'athlètes par comité olympique
- Hommes : 2 CNO avec 3 athlètes, 6 CNO avec 2 athlètes, 7 CNO avec 1 athlète
- Femmes : 2 CNO avec 3 athlètes, 4 CNO avec 2 athlètes, 11 CNO avec 1 athlète

L'ISBF publie sa liste des places attribuées par comités nationaux, y compris la liste des CNO à prendre en considération pour la réattribution. 
| Quota | Hommes | Hommes | Hommes                                                               | Femmes | Femmes | Femmes                                                                                              |
| Quota | CNO    | Total  | Délégation                                                           | CNO    | Total  | Délégation                                                                                          |
| ----- | ------ | ------ | -------------------------------------------------------------------- | ------ | ------ | --------------------------------------------------------------------------------------------------- |
| 3     | 2      | 6      | Allemagne ROC                                                        | 2      | 6      | ROC Allemagne                                                                                       |
| 2     | 6      | 12     | Lettonie Corée du Sud Italie Chine Grande-Bretagne Autriche          | 4      | 8      | Canada États-Unis Chine Grande-Bretagne                                                             |
| 1     | 7      | 7      | Ukraine États-Unis Samoa américaines Australie Canada Suisse Espagne | 11     | 11     | Pays-Bas Autriche Italie Belgique Australie Tchéquie Brésil Porto Rico Lettonie Corée du Sud France |

## Résultats
| Épreuve                    | Or                         | Or           | Argent                 | Argent       | Bronze              | Bronze       |
| -------------------------- | -------------------------- | ------------ | ---------------------- | ------------ | ------------------- | ------------ |
| Hommes résultats détaillés | Christopher Grotheer (GER) | 4 min 1 s 01 | Axel Jungk (GER)       | 4 min 1 s 67 | Yan Wengang (CHN)   | 4 min 1 s 77 |
| Femmes résultats détaillés | Hannah Neise (GER)         | 4 min 7 s 62 | Jaclyn Narracott (AUS) | 4 min 8 s 24 | Kimberley Bos (NED) | 4 min 8 s 46 |

## Tableau des médailles
- Pays organisateur (Chine)

| Rang  | Pays      | Médaille d'or, Jeux olympiques | Médaille d'argent, Jeux olympiques | Médaille de bronze, Jeux olympiques | Total |
| 1     | Allemagne | 2                              | 1                                  | 0                                   | 3     |
| 2     | Australie | 0                              | 1                                  | 0                                   | 1     |
| 3     | Chine     | 0                              | 0                                  | 1                                   | 1     |
| 3     | Pays-Bas  | 0                              | 0                                  | 1                                   | 1     |
| Total | Total     | 2                              | 2                                  | 2                                   | 6     |